# سیل ۲۰۲۱ اوتاراکند

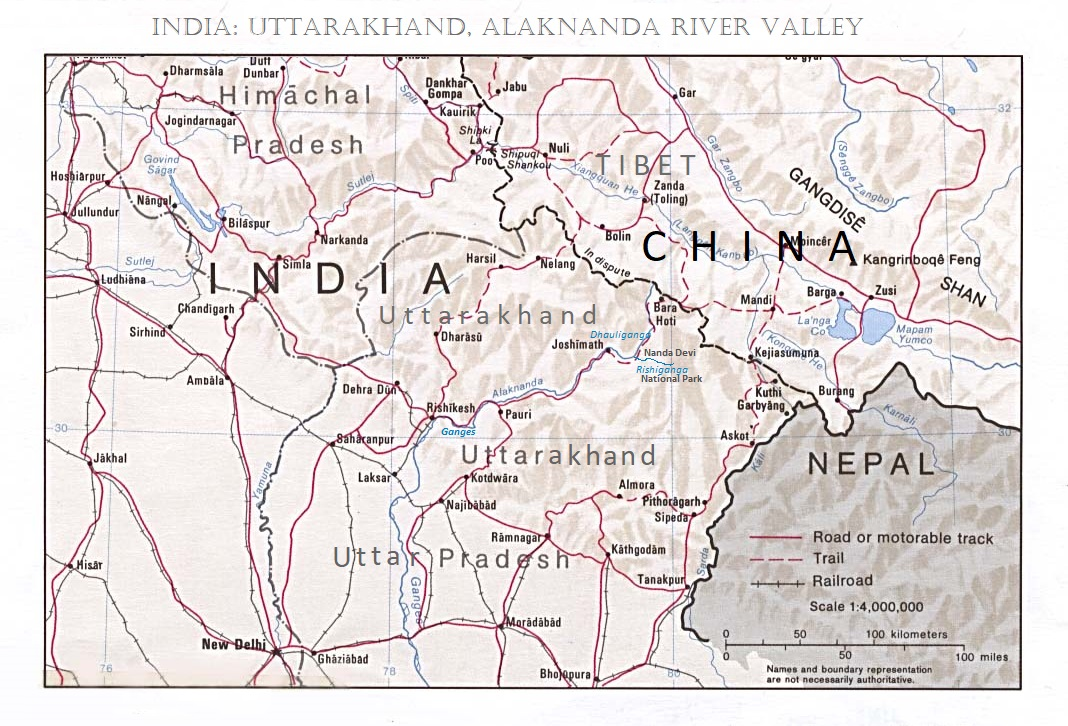
نقشه ۱

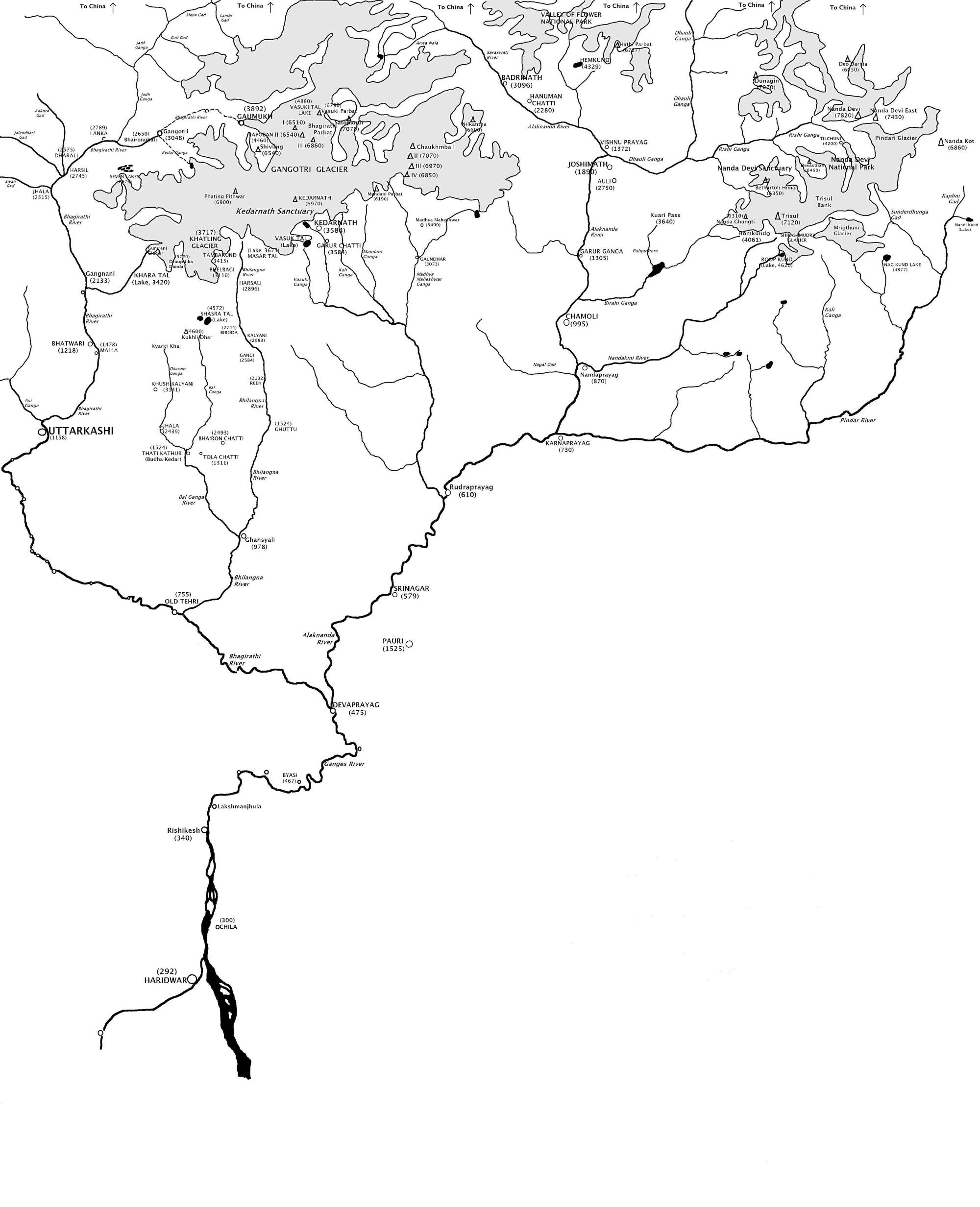
نقشه ۲

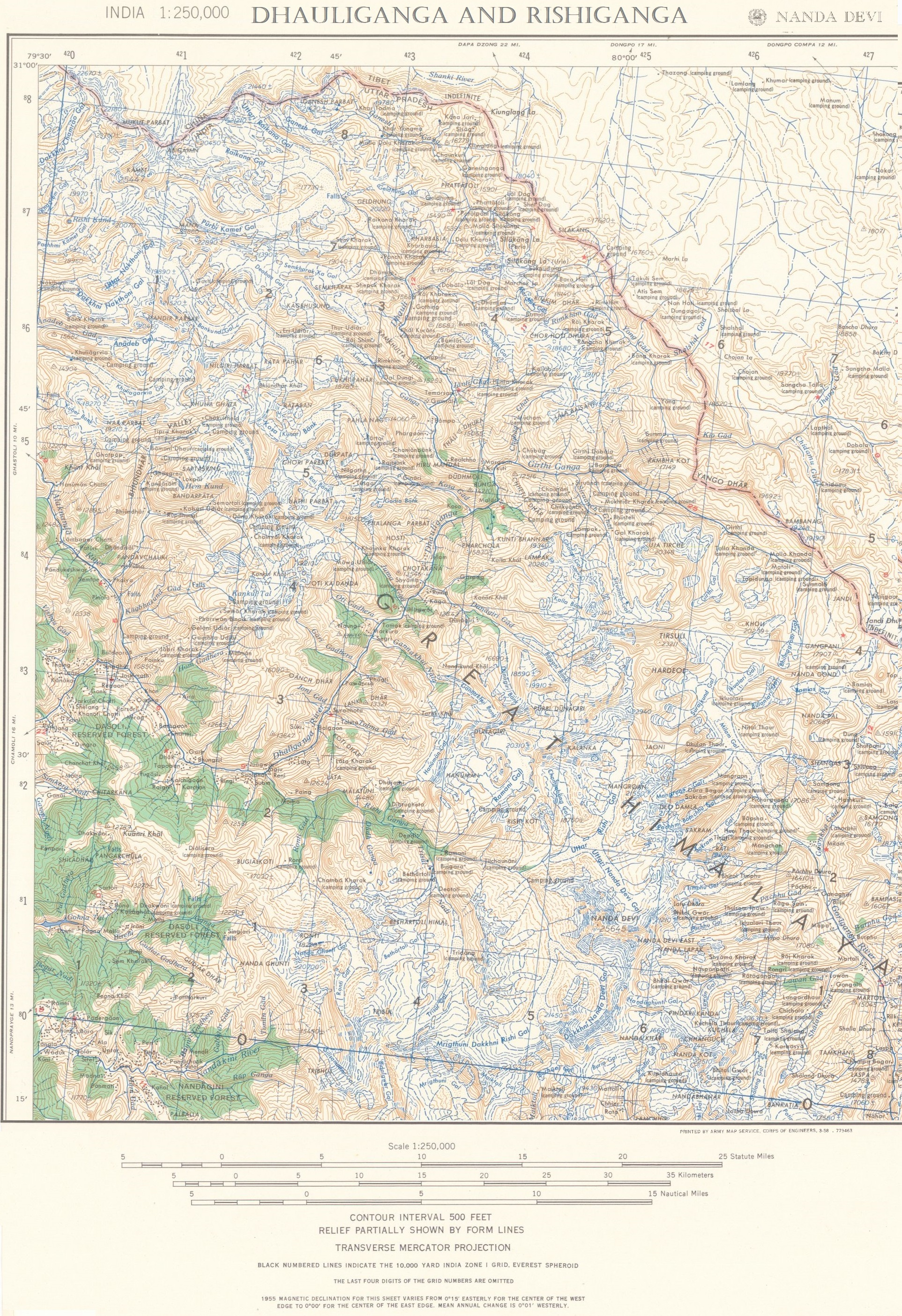
نقشه ۳

سیل ۲۰۲۱ اوتاراکند که هم چنین به فاجعه چمولی معروف است، روز ۷ فوریه ۲۰۲۱ در حول و حوش پارک ملی ناندا دوی، سایت میراث جهانی یونسکو در مناطق دور افتادهٔ رشته کوه‌های گاروال هیمالیا در ایالت اوتاراکند، هند شروع شد (نقشه ۱ و ۲). این سیل ناشی از ریزش بهمن سنگ و یخ حجیم است که متشکل از مواد از جای برکنده شده در قله رونتی بود. ریزش این بهمن، باعث راه افتادن سیل در منطقهٔ چمولی، به ویژه در رودخانه ریشیگنگا، رودخانه داولیگنگا و متعاقب آن رود الکنندا-سرآب اصلی رود گنگ، گردید (نقشهٔ ۲ و ۳). این فاجعه بیش از ۲۰۰ کشته یا مفقود برجای گذاشت. بیشتر کشته‌ها و مفقودان، کارگران سایت سد تاپووان بودند.